# Diplarpea
Diplarpea là chi thực vật có hoa trong họ Mua.